# El Congrés de París
El Congrés de París és una pintura a l'oli, realitzada el 1856 pel pintor francès Édouard Dubufe. Està exposada en el Palau de Versalles. La pintura mostra una de les trobades que va tenir lloc a París entre el 25 de febrer i el 30 de març de 1856 per a signar la pau de la Guerra de Crimea.

## Història

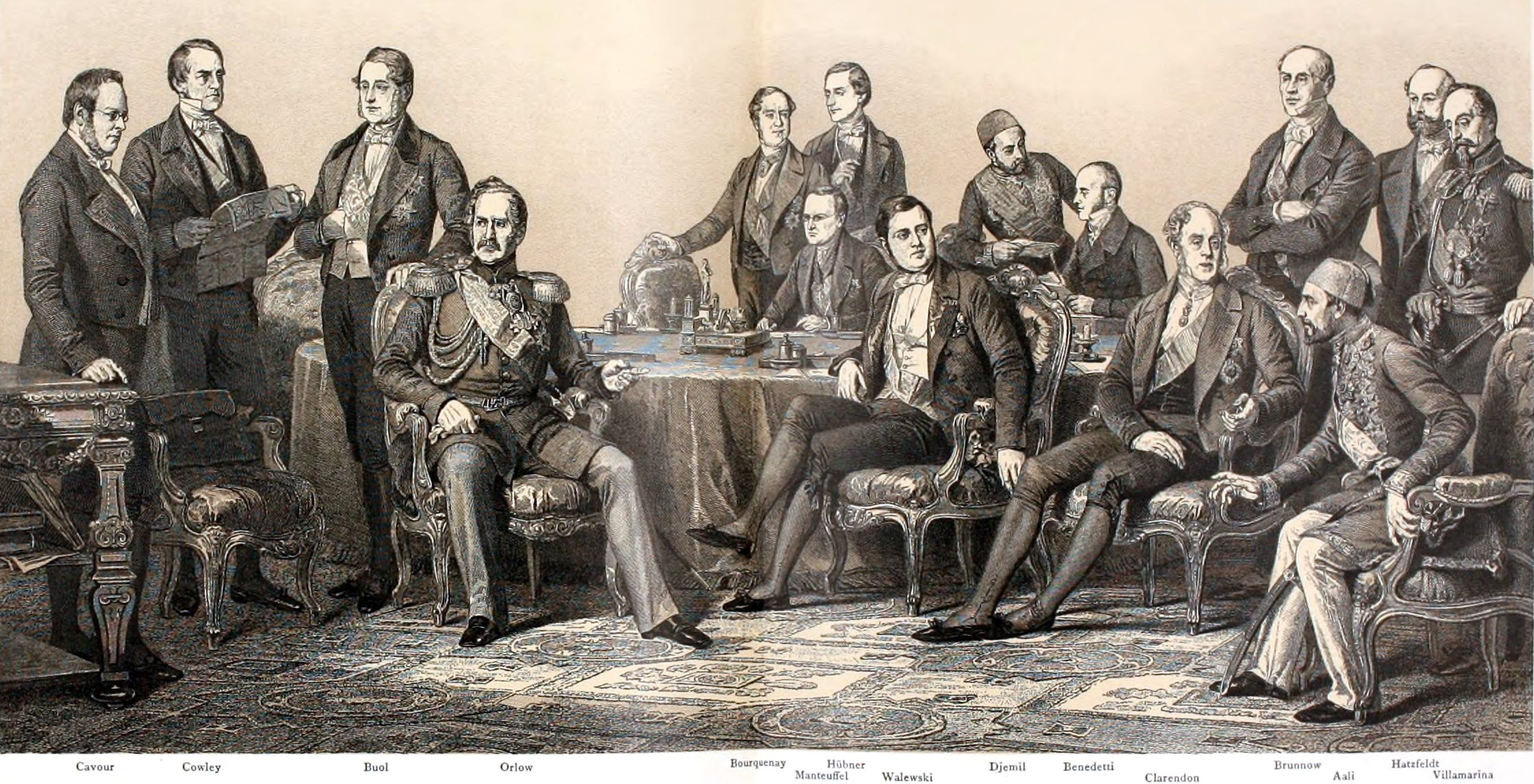

Entre octubre de 1853 i febrer de 1856 va tenir lloc la Guerra de Crimea que va enfrontar a l'aliança formada per l'Imperi Britànic, el Segon Imperi francès, l'Imperi Otomà i el Regne de Sardenya contra l'Imperi Rus per a frenar l'expansió d'aquestes, així com la seva influència en els Balcans. Després de diverses batalles com el setge de Sebastopol, la batalla de Balaclava o la batalla de Inkerman i fa referència a la derrota dels russos, les potències guanyadores es van reunir a París per signar el tractat que posava fi al conflicte.

## Descripció
El quadre té les mesures de 308 × 510 cm. La pintura mostra als ministres plenipotenciaris dels països relacionats amb la guerra, així com el de Prússia, que encara que no va participar, va ser convidat a les converses.
Els personatges que apareixen representats en el quadre són:
| Primera fila (dreta a esquerra) | Primera fila (dreta a esquerra) | Primera fila (dreta a esquerra) | Primera fila (dreta a esquerra) | Primera fila (dreta a esquerra) | Primera fila (dreta a esquerra) |
| Nom                             | Retrat                          | Plenipotenciari de              |                                 |                                 |                                 |
| ------------------------------- | ------------------------------- | ------------------------------- | ------------------------------- | ------------------------------- | ------------------------------- |
| Aleksei Feodorovich Orlov       |                                 | Imperi Rus                      |                                 |                                 |                                 |
| Karl Ferdinand von Buol         |                                 | Imperi Austrohongarès           |                                 |                                 |                                 |
| Henry Wellesley                 |                                 | Imperi Britànic                 |                                 |                                 |                                 |
| Camillo Benso di Cavour         |                                 | Regne de Sardenya               |                                 |                                 |                                 |
| Segona fila (dreta a esquerra)  |                                 |                                 |                                 |                                 |                                 |
| Mehmed Emin Aali Pasha          |                                 | Imperi Otomà                    |                                 |                                 |                                 |
| George Villiers                 |                                 | Imperi Britànic                 |                                 |                                 |                                 |
| Vincent Benedetti               |                                 | Segon Imperi Francès            |                                 |                                 |                                 |
| Mehemmed Djemil Bey             |                                 | Imperi Otomà                    |                                 |                                 |                                 |
| Alexandre Colonna-Walewski      |                                 | Segon Imperi Francès            |                                 |                                 |                                 |
| Edwin Freiherr von Manteuffel   |                                 | Regne de Prússia                |                                 |                                 |                                 |
| Joseph Alexander Hübner         |                                 | Imperi Austrohongarès           |                                 |                                 |                                 |
| François-Adolphe de Bourqueney  |                                 | Segon Imperi Francès            |                                 |                                 |                                 |